# Czarnogrzbietka

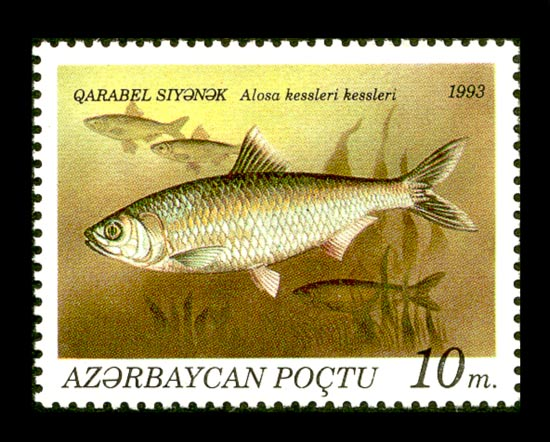
Czarnogrzbietka na znaczku pocztowym Azerbejdżanu

Czarnogrzbietka (Alosa kessleri) – gatunek ryby z rodziny śledziowatych (Clupeidae).

## Występowanie
Wody słodkie, słonawe i słone zlewiska Morza Kaspijskiego (Azerbejdżan, Iran, Kazachstan, Rosja i Turkmenistan).

## Charakterystyka
Jest rybą drapieżną i migrujacą. W okresie cieplejszym przebywa w północnej części Morza Kaspijskiego wpływając do rzek uchodzących do morza. W okresie chłodniejszym przemieszcza się na południe i tam zimuje. Dorasta do 50 cm długości, masa ciała około 2 kg. 

## Rozmnażanie
Dojrzałość płciową osiąga w wieku 3–4 lat. Wcześniej osiągają ją samce, już po 3 latach. Na przełomie kwietnia i maja wpływa do środkowych odcinków Wołgi, aby tam złożyć jaja w temperaturze wody około 15–20 °C. Tarło może trwać dwa miesiące. Po kilku dniach narybek spływa wraz z nurtem wody do morza. Pierwszym jego pokarmem są m.in. larwy owadów, wrotki i widłonogi. Rosną szybko.

## Filatelistyka
Wizerunek czarnogrzbietki jest wykorzystywany na znaczkach pocztowych m.in. w Azerbejdżanie.